# La Feuillie (Mancha)
La Feuillie é uma comuna francesa na região administrativa da Normandia, no departamento da Mancha. Estende-se por uma área de 12,46 km². Em 2010 a comuna tinha 287 habitantes (densidade: 23 hab./km²).